# Gondomar (Hiszpania)
Gondomar – gmina w Hiszpanii, w prowincji Pontevedra, w Galicji, o powierzchni 74,51 km². W 2011 roku gmina liczyła 13 954 mieszkańców.